# Colleen Haskell
Colleen Haskell (Bethesda, 6 december 1976) is een Amerikaans actrice en producer die bekend werd als deelneemster aan de Amerikaanse realityserie Survivor.

## Biografie
Colleen Haskell werd geboren in Bethesda, Maryland aan de Amerikaanse oostkust. Na haar afstuderen in 1994 studeerde ze theater aan de universiteit van Georgia. In die tijd studeerde ze ook 6 maanden in Londen. Nadat ze in 1998 haar bachelor behaalde reisde ze 2 maanden in Ghana en 2 maanden in Frankrijk. Vervolgens verhuisde ze naar Miami waar ze een tweejarige vervolgopleiding volgde om uiteindelijk in de reclamewereld te belanden. Aldaar stootte ze op een castingstand voor het tv-programma Survivor, schreef zich in en nam aldus deel aan het overlevingsprogramma dat werd opgenomen in Maleisië. Toen ze terug was maakte ze haar jaar school af en verhuisde naar San Francisco voor het tweede jaar. Sindsdien was Haskell met regelmaat op televisie te zien in praatprogramma's en in gastrollen. In 2003 ging ze als assistent-producer werken voor het praatprogramma The Michael Essany Show. In 2004 mocht ze aantreden in de sterreneditie van Survivor, maar ze wees dat aanbod af.

## Filmografie
- Bibliothèque nationale de France: cb14071936w (data)
- International Standard Name Identifier: 0000 0000 0333 8710
- Virtual International Authority File: 37122076